# Osiedle Jagiellońskie (Kielce)

Dzielnice i osiedla Kielc, os. Jagiellońskie ma na mapie nr 24

Osiedle Jagiellońskie – osiedle w zachodniej części Kielc, w pobliżu Czarnowa i Śródmieścia. Leży w obrębie ulic: Jagiellońskiej, Grunwaldzkiej, Mielczarskiego, Karczówkowskiej. Na początku lat 70. XX wieku większość ulic obecnego osiedla (Grunwaldzka, Jagiellońska, Różana, Słoneczna, Szkolna, Urzędnicza) zaliczano do obszaru Czarnów-Osiedle. Również współcześnie osiedle Jagiellońskie (lub przynajmniej jego fragment) jest często uważane za część Czarnowa.
Większość z kilkudziesięciu budynków wielorodzinnych osiedla Jagiellońskiego jest administrowana przez spółdzielnię mieszkaniową RSM Armatury (2110 mieszkań), a blisko 20 budynków wielorodzinnych – przez wspólnoty mieszkaniowe (znajdują się one w rejonie skrzyżowania ulic Jagiellońskiej i Grunwaldzkiej, oraz przy ulicach Urzędniczej i Południowej).

## Historia
Najstarsza zabudowa (głównie jednorodzinna), pochodzi z okresu międzywojennego, a jej ekspansja rozpoczęła się od okolic narożnika ul. Karczówkowskiej i ul. Mielczarskiego (wówczas ul. Młynarskiej). W roku 1930 miasto zaczęło opracowywać plan zabudowy dla kształtującego się osiedla (nie nosiło jeszcze ono obecnej nazwy) z ulicami Słoneczną, Urzędniczą i Zieloną. W roku 1962 spółdzielnia RSM Armatury zdecydowała o budowie 10 bloków (271 mieszkań) przy ul. Grunwaldzkiej, pod nazwą osiedle Grunwaldzka, oddanych do użytku w latach 1964–1966, a w roku 1968 – o budowie osiedla Jagiellońska, zrealizowanego w latach 1971–1994. Obecna nazwa w odniesieniu do całego omawianego obszaru – osiedle Jagiellońskie – jest używana co najmniej od roku 1985.

## Ważniejsze obiekty
Na terenie osiedla mieszczą się:
- kościół Parafii pw. Niepokalanego Serca Najświętszej Maryi Panny,
- Szkoła Podstawowa nr 7[5],
- Gimnazjum nr 1 (istniejące do 2019 r.)[5],
- Zespół Szkół nr 1 Specjalnych (Szkoła Podstawowa nr 14 Specjalna i Szkoła Specjalna Przysposabiająca do Pracy nr 3)[6],
- Kolegium Szkół Prywatnych - Prywatna Szkoła Podstawowa, Gimnazjum Językowe, I Prywatne L.O.,
- Hotel Arkadia,
- Delegatura Urzędu Komunikacji Elektronicznej w Kielcach,
- Altar,
- Urząd Pocztowy nr 6[7],
- Pomnik Hilarego Mali (przy ul. Szkolnej). Rzeźba Gustawa Hadyny,
- Pomnik ofiar 18 listopada 1943, przy ul. Urzędniczej, pomnik autorstwa Zofii Bimer - Wolskiej.

W pobliżu osiedla znajduje się budynek Wyższej Szkoły Ekonomii i Prawa.

## Komunikacja
Dojazd zapewniają autobusy komunikacji miejskiej linii: 1, 5, 23, 28, 31, 35, 50, 51, 102, 107, 108, Z.

W pobliżu osiedla przebiega droga wojewódzka nr 786 (ulica Grunwaldzka).